# Ginástica artística na Universíada de Verão de 1987

## Quadro de medalhas
| Ordem | País                | Medalha de ouro | Medalha de prata | Medalha de bronze |    |
| ----- | ------------------- | --------------- | ---------------- | ----------------- | -- |
| 1     | URS União Soviética | 10              | 6                | 4                 | 20 |
| 2     | CHN China           | 2               | 2                | 5                 | 9  |
| 3     | ROM Romênia         |                 | 3                | 2                 | 5  |
| 4     | HUN Hungria         |                 | 1                | 1                 | 2  |
| 5     | PRK Coreia do Norte |                 |                  | 1                 | 1  |
| 6     | JPN Japão           |                 |                  | 1                 | 1  |